# آرگول
آرگول (به فرانسوی: Argoules) یک کمون در فرانسه است که در سم (فرانسه) واقع شده‌است. آرگول ۹٫۴۵ کیلومتر مربع مساحت دارد ۶۷ متر بالاتر از سطح دریا واقع شده‌است.